# Makawanpurgadhi
Makawanpurgadhi (en népalais : मकवानपुरगढी गाउँपालिका) est une municipalité rurale du Népal, située dans le district de Makwanpur, de la province de Bagmati. La population s'élève à 25 322 habitants selon les chiffres du recensement de 2011. Son chef-lieu est Makawanpurgadhi.
La municipalité est créée lors de la réorganisation administrative du 10 mars 2017 par la fusion des anciens comités de développement villageois d'Ambhanjyang, Budhichaur, Makawanpurgadhi et Sukaura.